# Parrot AR.Drone
El Parrot AR.Drone es un vehículo aéreo no tripulado radiocontrolado de uso recreativo civil. Funciona propulsado por cuatro motores eléctricos en configuración cuadricóptero y es similar en su estructura básica y aerodinámica a otros modelos radiocontrolados, pero se diferencia de todos ellos en que cuenta con un microprocesador y una serie de sensores, entre los cuales se incluyen dos cámaras que le permiten captar lo que ocurre a su alrededor, más un conector Wi-Fi integrado que le permite vincularse a dispositivos móviles personales que cuenten con los sistemas operativos iOS, Android o Linux. Esto permite controlar al cuadricóptero directamente desde un dispositivo móvil, mientras se reciben por medio de este dispositivo las imágenes y datos de telemetría de lo que los sensores del drone están captando.
El drone fue diseñado originalmente para ser controlado por medio de los productos de Apple con iOS tales como los iPhone, iPad y iPod Touch y para dispositivos Android. Pero debido a que la empresa fabricante del drone liberó los applet de control bajo código abierto pronto aparecieron aplicaciones para otros dispositivos tales como el Samsung BADA y también algunas aplicaciones no oficiales para Symbian, actualmente hay disponible un paquete de desarrollo oficial, de descarga libre, que permite utilizar el drone por medio de una pc portátil equipada con Linux, y hay un equipo de desarrollo de software libre que se encuentra trabajando en una aplicación de control y un kit de desarrollo (SDK) que corre sobre windows utilizando las APIs de .NET Framework.

## Especificaciones

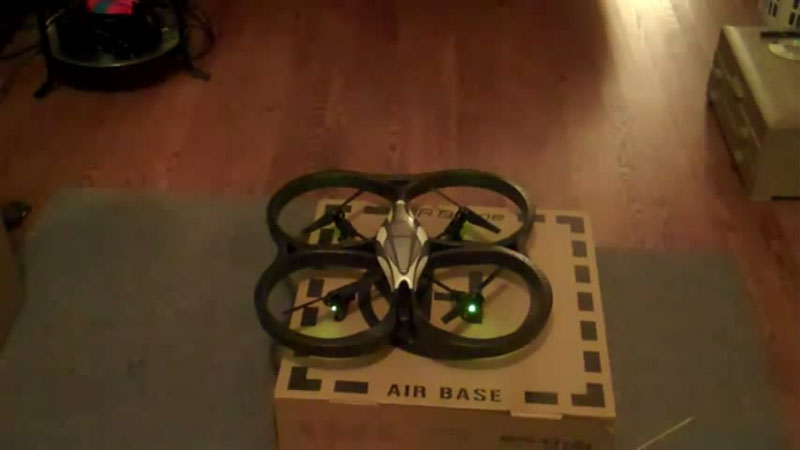
Un AR.Drone con el casco para interiores que protege las hélices, posado sobre su caja de embalaje. Pueden observarse los leds indicadores en verde, señalando que los motores han pasado el control de inicialización y se encuentra listo para volar.

El Parrot AR.Drone fue presentado en la feria Las Vegas International Consumer Electronics Show (CES) en el año 2010. Su estructura es muy sencilla y totalmente modular permitiendo un recambio muy simple de todas y cada una de sus piezas. Cuenta con un esqueleto o estructura de soporte en forma de cruz de tubos de fibra de carbono sobre la que se montan tanto los motores como la placa madre y la placa de navegación. El cuerpo del drone es de espuma de polipropileno lo que brinda protección contra los golpes a todo el sistema electrónico y permite recuperarlo en caso de que caiga sobre el agua ya que flota. Sin embargo aunque el AR.Drone flota, no es anfibio, y es muy posible que sufra daños de caer sobre el agua ya que toda su electrónica es sensible sin que esté impermeabilizada. Finalmente, cuenta con una carcasa o casco de funcionalidad protectora y estética hecha de plástico PA66 de alta resistencia. Para controlar sus acciones se conecta a un iOS, a un dispositivo Android o a una PC con Wi-Fi y una aplicación de control. Cuenta con dos cámaras que pueden proyectarse en la pantalla del dispositivo. También tiene capacidad para reconocer escenarios tridimensionales, compatibilidad con juegos de vuelo de realidad aumentada, y un altímetro por ultrasonidos que permite entre otras cosas que el Drone levite completamente estabilizado o aterrice automáticamente en caso de pérdida de señal.

## Pilotaje

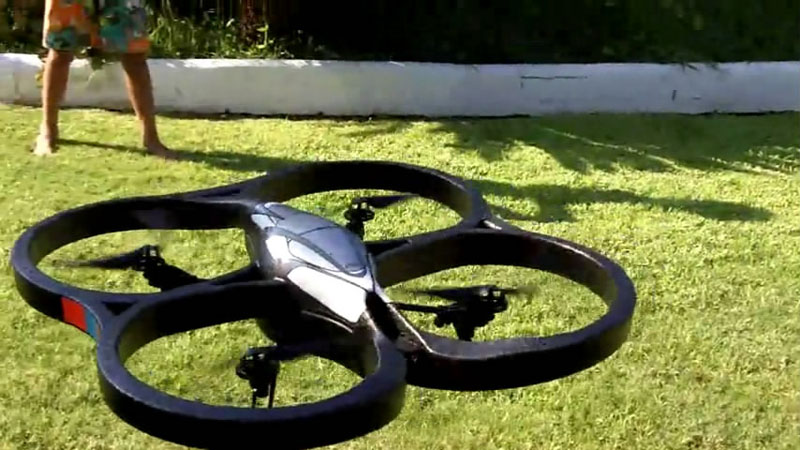
Un AR.Drone con el casco para interiores siendo pilotado por un niño con un iPhone, el control de este drone civil se encuentra totalmente asistido por el ordenador de a bordo.

Gracias a las cámaras frontal y ventral y al sistema operativo basado en linux del drone, este es capaz de transmitir la señal de video y los datos de telemetría al dispositivo móvil que lo controla. El piloto puede ver en su dispositivo móvil, lo que ven las cámaras del drone y recibir datos de telemetría tales como aceleración, altitud ángulos de actitud, tal y como si estuviera en la cabina del piloto. 
En el sistema de control nativo basado en dispositivos iOS o Android con pantalla táctil y acelerómetros el pilotaje se realiza por medio de uno o dos joystick virtuales sobreimpuestos en la pantalla de control de la aplicación; estos joistick son dirigidos con los pulgares. También cuenta con la posibilidad de efectuar el control sobre la base de los acelerómetros del dispositivo móvil, esto permite dirigir el drone de manera muy sencilla e intuitiva simplemente inclinando en un sentido u otro el dispositivo móvil. 
En los sistemas de control basados en PC, tanto para Linux como para Windows el software permite controlar el drone por medio de un joystick físico o por medio de un joypad.
El pilotaje se encuentra totalmente asistido por el sistema operativo del drone, que se encarga en todo momento de corregir altitud, actitud y desplazamiento sobre la base de los datos recibidos por los sensores de a bordo, esto permite seleccionar diferentes modos de pilotaje con diferente grado de asistencia sobre la base de la experiencia y habilidad de cada piloto y a las condiciones del entorno. El despegue y aterrizaje es vertical y totalmente automático controlado completamente por el sistema operativo del drone.
El sistema operativo del drone también asume el mando del vehículo en caso de que se produzca una pérdida de la señal Wi-Fi o si el usuario reciba una llamada en su dispositivo móvil. En estos casos el sistema operativo puede optar por mantener al drone suspendido a una altura de seis metros o por aterrizarlo dependiendo de una configuración preestablecida por el usuario, en caso de una llamada entrante el drone simplemente permanece suspendido inmóvil a la misma altitud a la que se encontraba en el momento de recibir la llamada.
La autonomía es de unos 12 minutos para un tiempo de carga de 90 minutos.

## Sensores y unidad de medición inercial
El robot cuenta con varios sensores situados en un pequeño circuito impreso que se monta sobre el esqueleto del fibra de carbono y dentro del casco de polipropileno, más concretamente en la región ventral, y que permite que tanto el sistema operativo del dispositivo, como el piloto reciban información sobre los movimientos en los 6 grados de libertad que permite el aparato. 
Estos dispositivos de detección de movimiento se encuentran basados en una unidad de medición inercial miniatura de tecnología MEMS que proporciona las mediciones de cabeceo, alabeo y guiñada necesarias para el funcionamiento del aparato. Las mediciones inerciales se utilizan para la estabilización y asistencia automática de vuelo. Son también necesarios para la generación de efectos de realidad aumentada realistas. Un telémetro por ultrasonido provee las mediciones de distancia al suelo para la estabilización automática de la altitud y el control de asistencia de velocidad vertical

## Realidad aumentada
Al igual que el iPhone 3G, el AR.Drone incorpora funciones de realidad aumentada que permiten añadir elementos virtuales para que sean mostrados en la pantalla junto a la información real. Más concretamente, las imágenes transmitidas por la cámara frontal del UAV y los datos transmitidos por sus sensores permiten a la aplicación de control en el dispositivo iOS, por ejemplo, añadir enemigos virtuales para matar, o para detectar a otros drones de modo que todos puedan involucrarse en un combate aéreo multijugador en un escenario real o en un medio virtual.

## Juegos de realidad aumentada
La empresa Parrot entrega el AR.Drone con 5 juegos, 2 combates virtuales llamados "AR.Flyingace y AR.Pursit que puede funcionar en solitario y en modo multijugador y un demo llamado "AR.Rescue en el que el jugador ayuda y enfrenta a un grupo de aliens y se enfrenta a un grupo de cyborgs y AR.Race Para Hacer Carreras Contrarreloj y competir contra otro drone

## Desarrollo
Parrot también ha lanzado ARdrone.org un SDK para desarrollo de juegos que cuenta con APIs de código abierto, para llamar la atención de los estudios creadores y de otros desarrolladores de juegos. También hay un grupo de programadores que se encuentran trabajando en una versión de código libre y abierto para un kit de desarrollo de software basado en Windows y .NET Framework.

## Modding, Hacking y Tunning

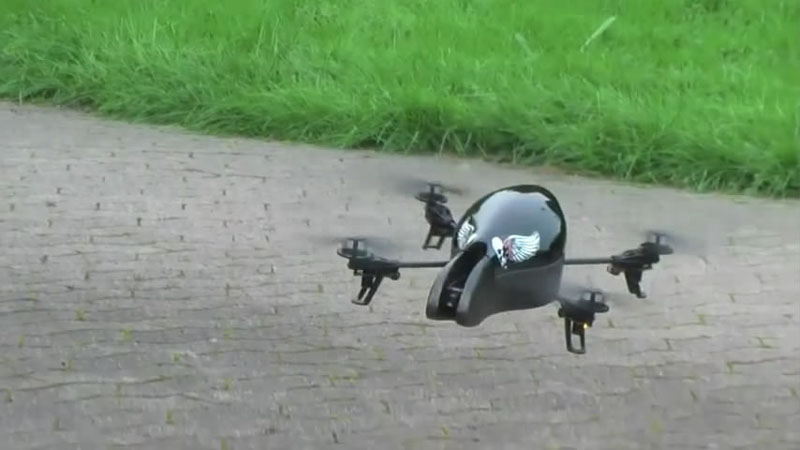
Un AR.Drone con una ligera personalización, la pintura de fábrica se ha reemplazado por un color diferente y se han agregado un par de autoadhesivos.

Debido a la extraordinaria sencillez del diseño estructural del drone, a su configuración totalmente modular y a la facilidad con que se puede desmontar por completo y volver a montar (sólo requiere de dos destornilladores y una pinza para arandelas de seguridad tipo seger) sumado al hecho de que el cuerpo es de polipropileno expandido (un material que se puede trabajar con suma facilidad simplemente utilizando unas cuchillas y algo de lija) más la gran potencia de los motores que permiten que el drone pueda cargar una considerable cantidad de peso extra, sumado al hecho de que todas las piezas del drone se pueden adquirir por separado para reemplazarlas en caso de daño. Y por si fuera poco sumado al hecho de que el sistema operativo del drone se encuentra basado en linux y es de código totalmente abierto. Todo esto han contribuido para crear el nicho propicio para que una enorme cantidad de usuarios con conocimientos técnicos que van desde mínimos hasta sumamente avanzados se hayan dedicado a personalizar sus drones con diferentes modificaciones. Las más sencillas simplemente cambiando la pintura de fábrica y agregándole algunos autoadhesivos, las más extremas modificando totalmente el sistema operativo para que sea capaz de hacer cosas que originalmente no estaba diseñado para hacer. Entre los moddings más comunes se encuentran, por ejemplo, el reemplazo de la batería de fábrica por una de mayor capacidad para permitir una mayor autonomía, la eliminación de la mayor cantidad de peso superficial posible para aumentar la velocidad y el cambio de la cámara frontal nativa por otras de mayor resolución. También hay publicados en internet moddings que utilizan una placa adicional arduino más unas pequeñas modificaciones en el sistema operativo (hackings) para pilotear al drone con un mando de radiocontrol tradicional, o agregarle un canal de datos adicional que permite, por ejemplo, conectarle un GPS para generar un pilotaje totalmente automático. Cabe destacar que la empresa fabricante no cubre la garantía en caso de modificaciones personales.

## Especificaciones técnicas

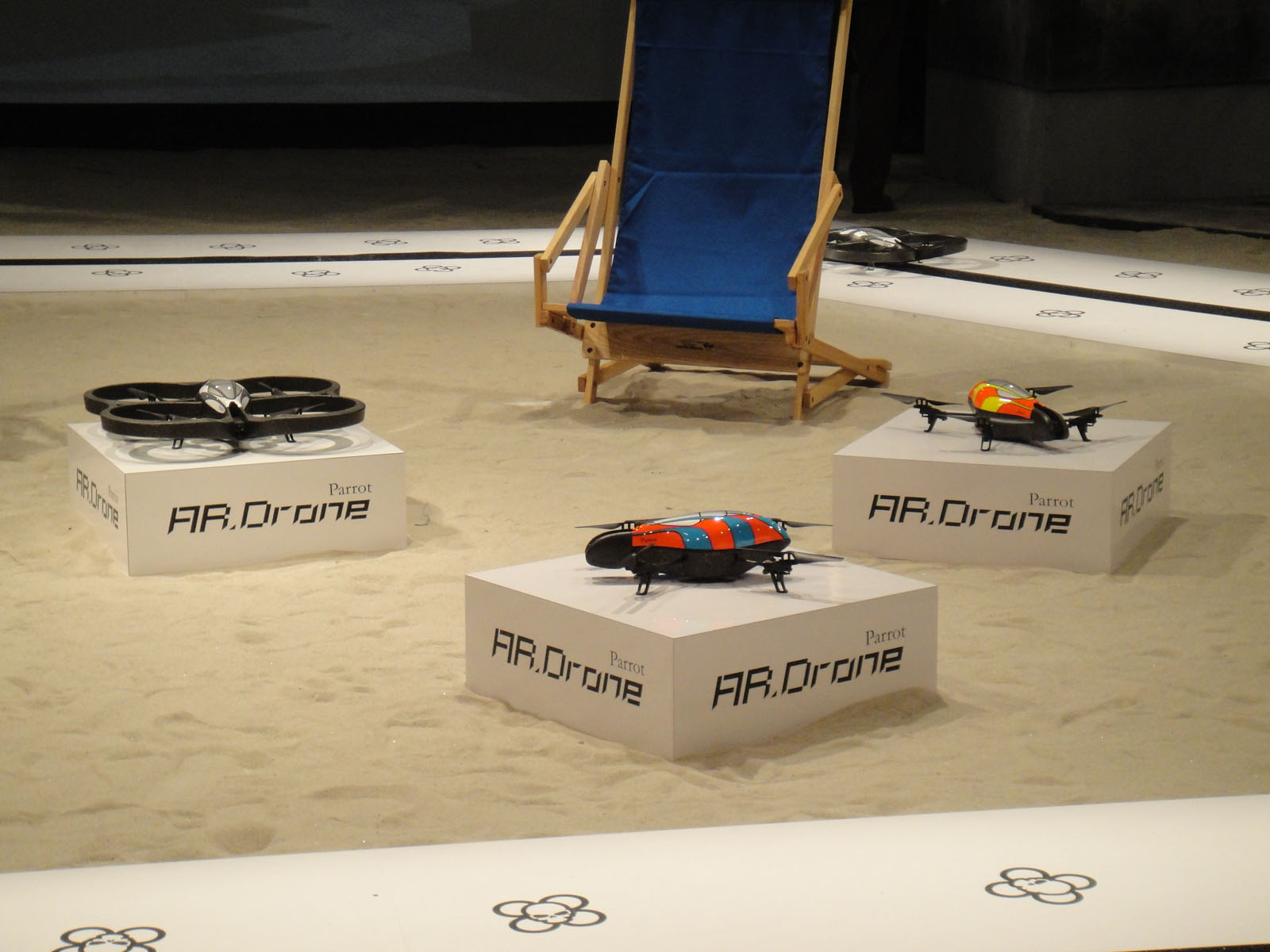
Los tres modelos de casco provistos por la empresa productora del Parrot AR.Drone.

### Especificaciones físicas
- Dimensiones:[12]
  - Con casco: 52,5 x 51,5 cm
  - Sin casco: 45 x 29 cm
- Peso:
  - 380 g con la cubierta del casco para exteriores.
  - 420 g con la cubierta del casco para interiores.
- Velocidad de marcha (crucero): 5 m/s, 18 km/h.
- Techo máximo: Limitado por el alcance de la conexión Wi-Fi (entre 50 y 120 metros dependiendo de las condiciones climáticas.)
- Alcance máximo: Limitado por el alcance de la conexión Wi-Fi.
- Autonomía de vuelo promedio: 12 minutos

### Sistema informático integrado[13]
- Microprocesador ARM9 RISC de 32 bits @ 468 MHz
- Memoria DDR SDRAM de 128 MB @ 200 MHz
- Sistema operativo con núcleo Linux
- Módem Wi-Fi b / g
- Conector USB de alta velocidad

### Sistemas de guía inercial[14]
- Acelerómetro de 3 ejes construido con tecnología MEMS.
- Girómetro de 2 ejes
- Girómetro de precisión de 1 eje para el control de guiñada.

### Sistema de seguridad[15]
- Casco para vuelo en interiores con cubierta para las hélices.
- Bloqueo automático de las hélices en el caso de contacto.
- Batería UL2054
- Interfaz de control con botón de emergencia para detener los motores

### Estructura aerodinámica[16]
- Cuatro hélices de alta eficiencia (especialmente diseñadas para el Parrot AR.Drone)
- Estructura tubular de fibra de carbono.

### Motores y energía[17]
- 4 motores sin escobillas, funcionando a 3.500 rpm con una potencia de 15 W
- Batería de ion de litio de 3 celdas, capaz de entregar 1000 mA/hora con un voltaje nominal de 11,1 V, y que le permite una autonomía de vuelo de entre 12 y 15 minutos.
- Capacidad de descarga: 10C
- Tiempo de carga: 90 minutos

### Cámara frontal[18]
- Cámara con sensor CMOS de tipo gran angular de lente diagonal. 93 grados de amplitud.
- Resolución 640x480 píxeles (VGA)
- Respuesta en Frecuencia: 15 cuadros/s.
- Codificación y transmisión en vivo de imágenes en hacia el dispositivo IOS.

### Cámara frontal otras posibilidades
- Detección e identificación de otros drones.
- Estimación de la distancia.
- Validación de disparos a naves enemigas, para combates aéreos de realidad aumentada.
- Distancia de detección de marcas tridimensionales: 5 metros.
- Sobreimpresión de objetos virtuales.
- Cálculo de marcadores de los objetos virtuales.
- Distancia de detección: de 30 centímetros a 5 metros en la retroalimentación hacia la pantalla del dispositivo IOS.

### Cámara Central[19]
- Cámara con sensor CMOS de alta velocidad de lente diagonal. 64° de amplitud.
- Resolución 176x144 píxeles.
- Respuesta en Frecuencia: 60 cuadros/s.
- Es utilizada como sensor de desplazamiento adicional, permite la estabilización del drone incluso con viento ligero.

### Altímetro por ultrasonido[20]
- Frecuencia de emisión: 40 kHz
- Alcance de 6 metros utilizado para la estabilización vertical.

## Premios
El Parrot AR.Drone recibió un premio CES 2010 Por innovaciones para el hardware de juegos electrónicos.

### Sitios
- Sitio Oficial
- Sitio oficial para desarrolladores de juegos para AR.Drone (enlace roto disponible en Internet Archive; véase el historial, la primera versión y la última).
- AR.Drone España - Comunidad de Pilotos de AR.Drone y Aficionados al Radiocontrol en España
- Artículo en el Wall Street Journal
- Artículo en The Guardian
- Parrot Michael - AR.Drone - Entrevista con el Pastor, el futuro de los juegos de realidad aumentada en TouchMyApps.com Archivado el 20 de febrero de 2012 en Wayback Machine.
- AR Drone – First Look at the AR Drone Virtual Copter - Artículo de PRLog
- AR.Drone - AR.Drone Flyers.com, for the frequent flyers of AR.Drone's and quadricopters, now with added Wiki site and blog. Comunidad global de pilotos de AR.Drone.
- ARDrone.Net C# SDK for Windows Forms and WPF

### Videos
- Video de un AR.Drone pilotado desde una PC con Linux

- Wikimedia Commons alberga una categoría multimedia sobre Parrot AR.Drone.

- Datos: Q2054094
- Multimedia: Parrot AR.Drone / Q2054094